# Rhytidocystis opheliae
Rhytidocystis opheliae is een soort in de taxonomische indeling van de Myzozoa, een stam van microscopische parasitaire dieren. Het organisme komt uit het geslacht Rhytidocystis en behoort tot de familie Rhytidocystidae. Rhytidocystis opheliae werd in 1907 ontdekt door Henneguy.